# Norma Santini
Norma Francisca Santini Baso (Valera, 20 luglio 1932) è un'ex schermitrice venezuelana.

## Biografia
Ha partecipato ai Giochi della XVII Olimpiade di Roma nel 1960.

## Palmarès
In carriera ha conseguito i seguenti risultati:
- Giochi Panamericani:

San Paolo 1963: argento nel fioretto a squadre.